# Памятник собаке Павлова (Санкт-Петербург)
Памятник Собаке — памятник с фонтаном, установленный в честь научных экспериментов и подопытных животных в саду Института экспериментальной медицины на Аптекарском острове в Санкт-Петербурге (улица Академика Павлова, д. 12).

## История

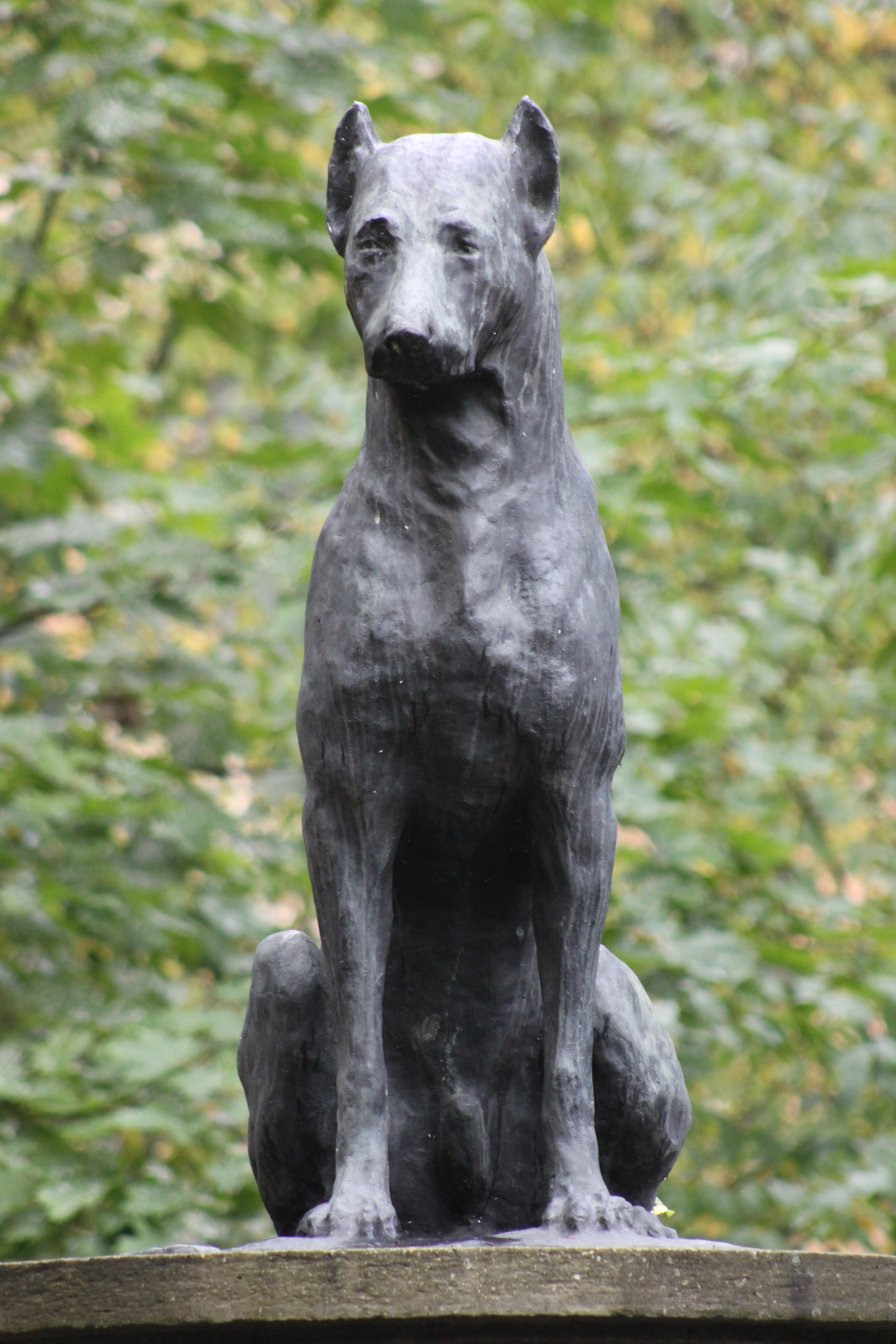

Памятник создан по инициативе академика И. П. Павлова. По его мысли, памятником отмечено значение собаки как основного объекта в проведении экспериментов по физиологии нервной деятельности.
Автор памятника: скульптор и архитектор И. Ф. Безпалов. Проект 1934 года. Скульптура отлита на Комбинате наглядной агитации и пропаганды (заводом КНАПа, согласно надписи на барельефе) в Ленинграде.
Установка памятника была приурочена к XV Международному конгрессу физиологов, проходившему в Ленинграде и Москве с 9 по 17 августа 1935 года. Открыт 7 августа 1935 года в числе «ряда новых научных лабораторий и бюстов великих учёных разных стран».
«Сфотографировать бы этот памятник да послать им. Это апофеоз собаки! Благодарность человечества. Раз я поставил памятник собакам, считаю, что мои счеты с ними покончены», — И. П. Павлов членам правительственной комиссии по подготовке конгресса, вспоминая о встрече с противниками вивисекции в Лондоне.

## Описание
Вода в чашу фонтана лилась из пастей восьми маскаронов в виде головок собак. В настоящее время как фонтан не действует.
Надписи на барельефах постамента:
- С лицевой стороны: «Пусть собака, помощница и друг человека, с доисторических времён приносится в жертву науке, но наше достоинство обязывает нас, чтобы это происходило непременно и всегда без ненужного мучительства. И. Павлов».
- С правой стороны: «Разломав штукатурку и сделав из неё пористую подстилку, собака подсказала экспериментатору приём, благодаря которому истекающий из искусственного отверстия поджелудочный сок не разъедает брюха. И. П.»
- С левой стороны: «Вылизывая у своего сородича загноившуюся на шее рану после глубокой операции, собака спасает его от смерти и сохраняет для дальнейших научных исследований. И. П.»
- С тыльной стороны: «Собака, благодаря её давнему расположению к человеку, её догадливости, терпению и послушанию, служит, даже с заметной радостью, многие годы, а иногда и всю свою жизнь, экспериментатору. И. П.»

Неподалёку в саду находится фонтан-поилка для собак (автор — также И. Ф. Безпалов). Третий фонтан на территории института (перед зданием химической лаборатории) не имеет отношения к собакам: это чаша, на парапете бассейна которой помещены четыре металлические скульптуры змей — символа медицины. Фонтан создан по проекту архитекторов Н. Е. Лансере и А. А. Рассадина в 1935 году и ныне также не действует.

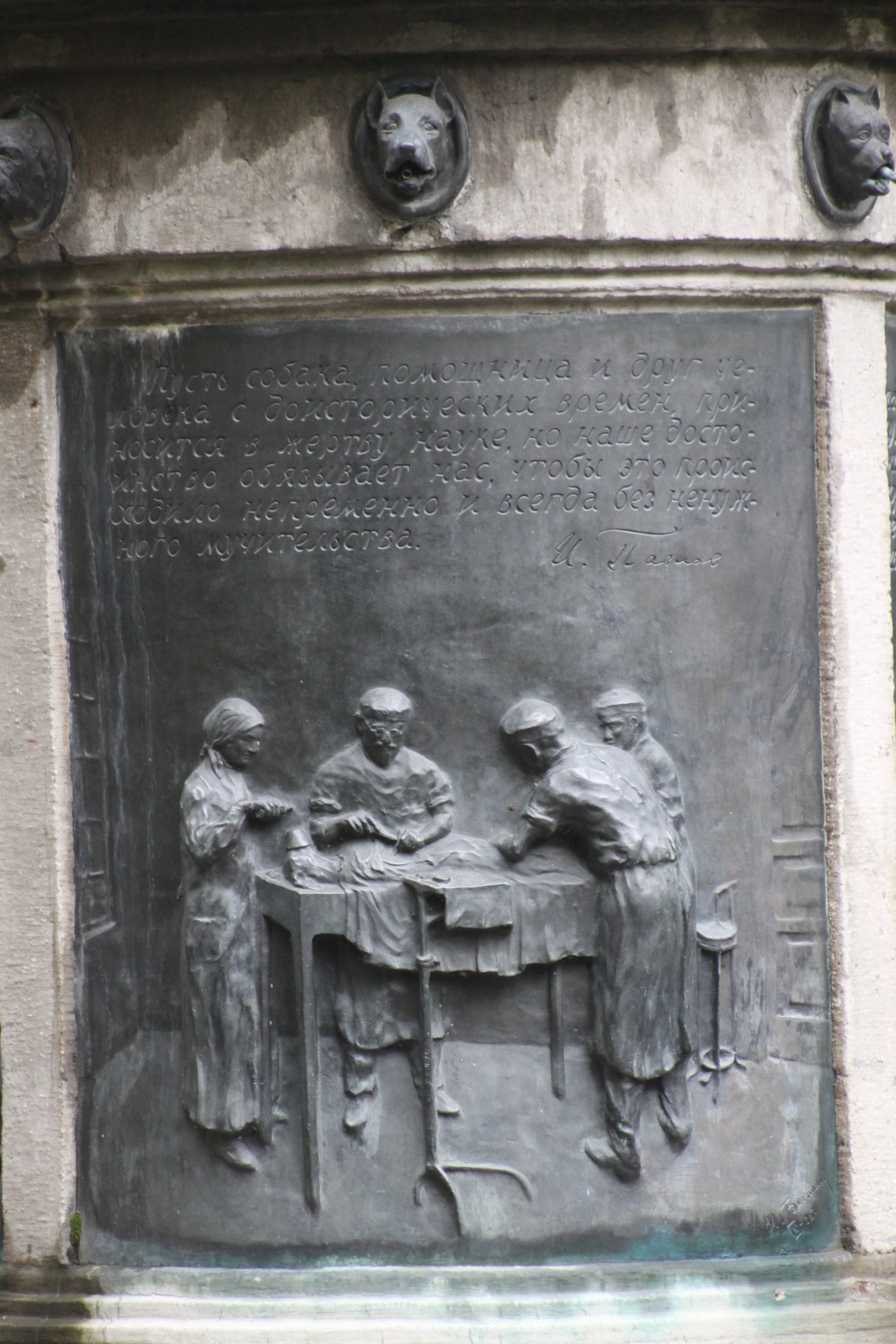
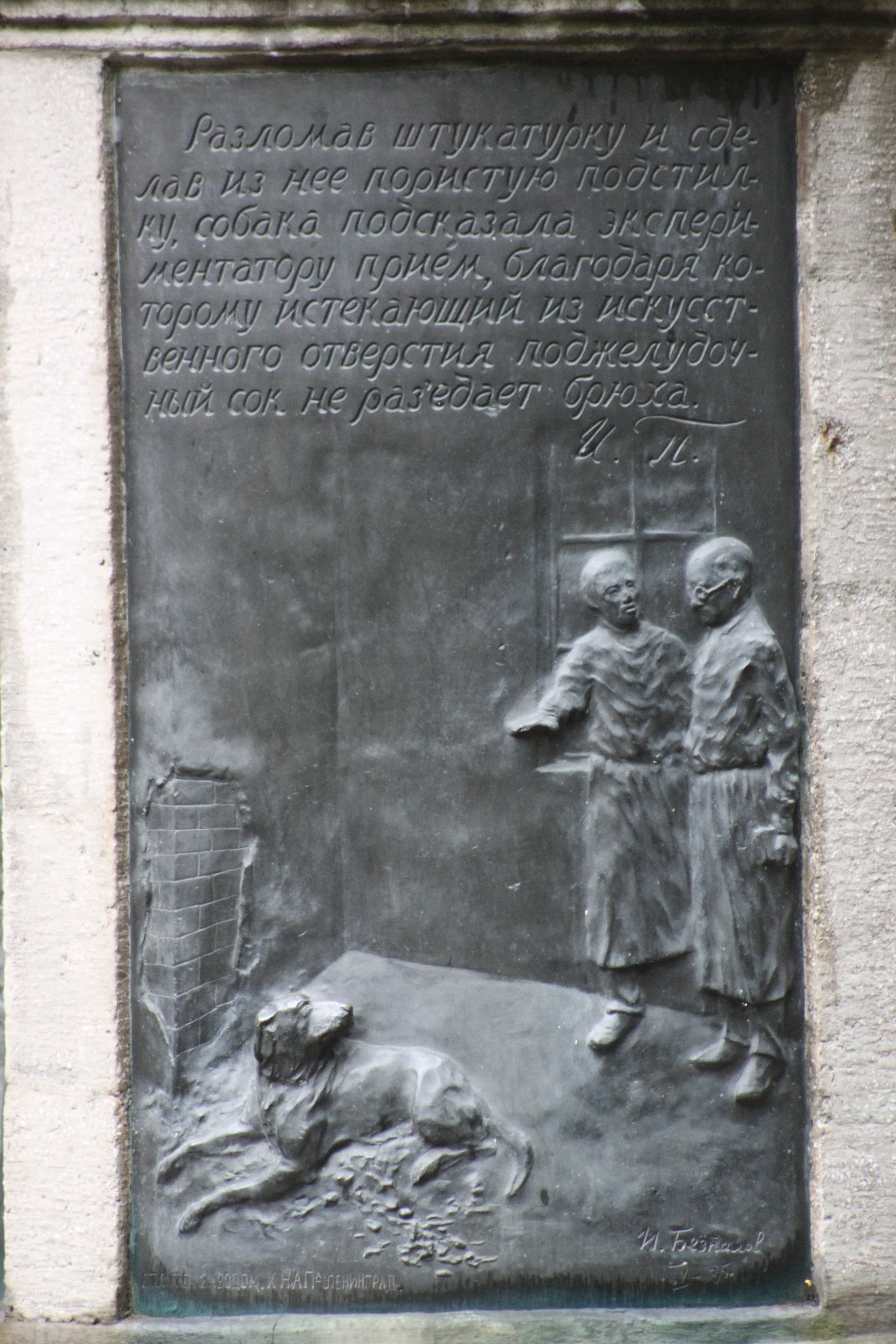
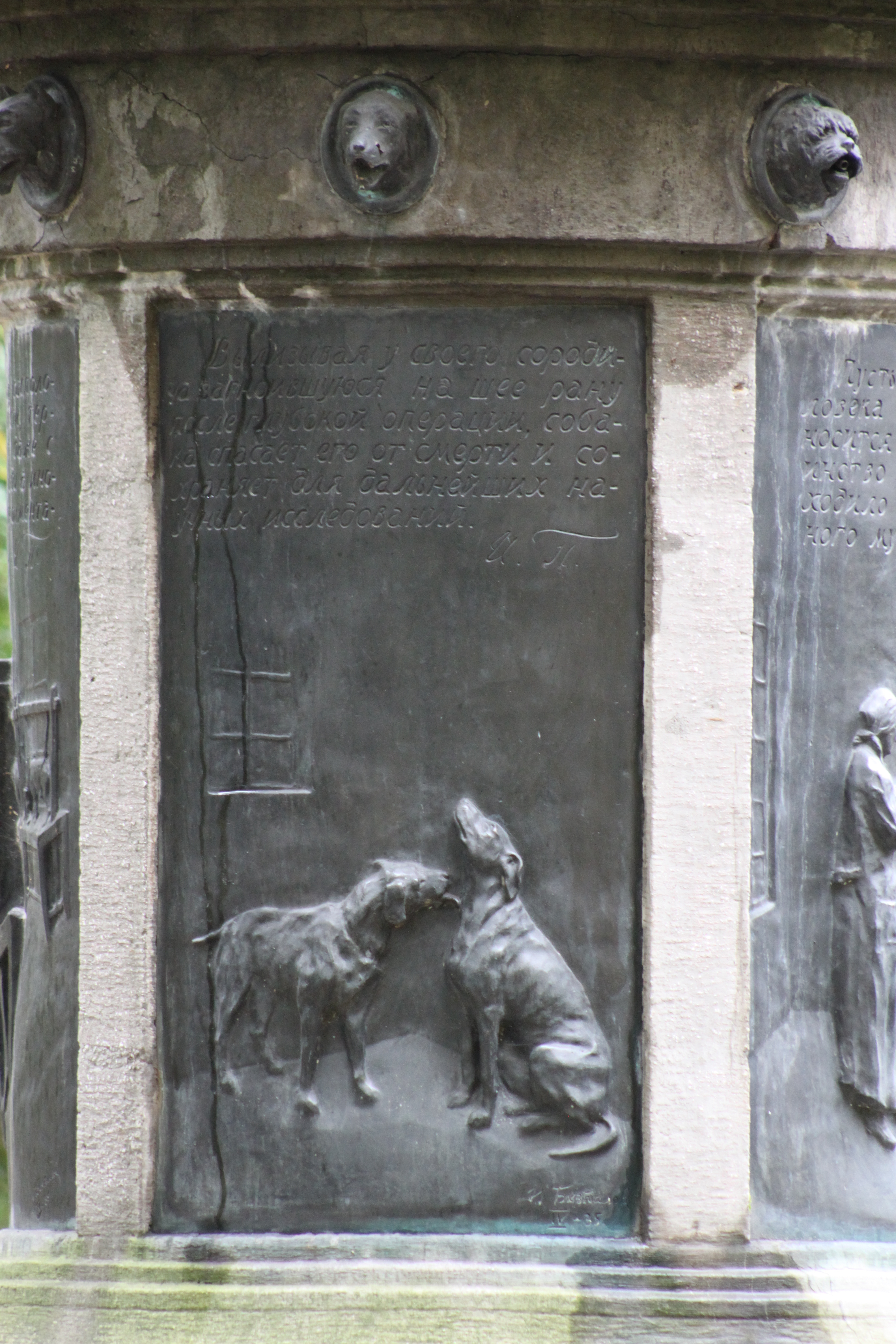
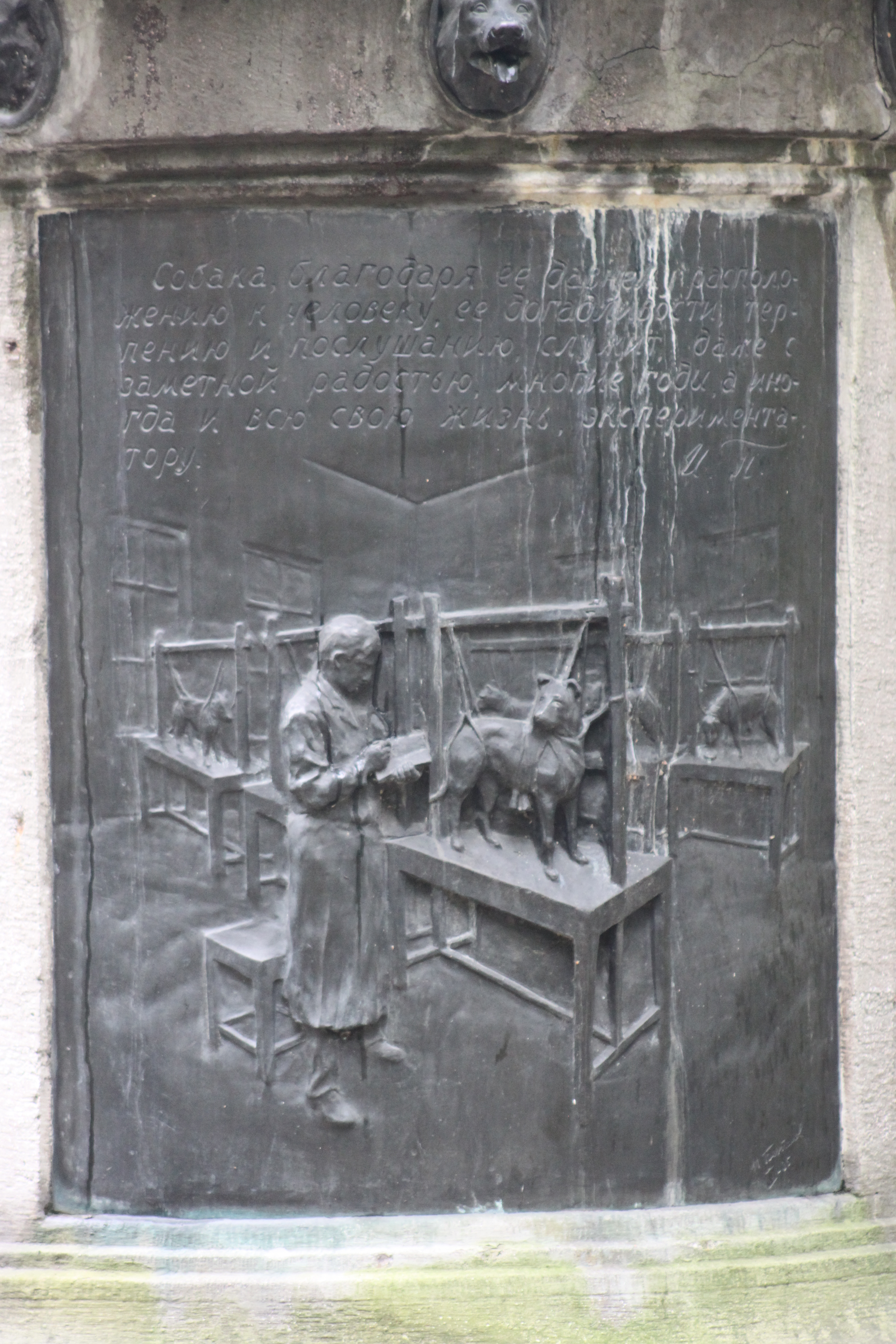

Одновременно с памятником собаке в саду института были установлены памятники-бюсты учёных также работы И. Ф. Безпалова:
- Чарльзу Дарвину
- Д. И. Менделееву
- Луи Пастеру
- И. М. Сеченову

В 1989 году ансамбль аллеи, на которой находятся памятники учёным, дополнен воссозданным бюстом Рене Декарта и вновь созданным бюстом И. П. Павлова.